# S:t Mikaels församling, Stockholms stift
S:t Mikaels församling är en församling i Huddinge-Botkyrka kontrakt i Stockholms stift. Församlingen ligger i Huddinge kommun i Stockholms län och ingår i Huddinge pastorat.

## Administrativ historik
Församlingen bildades 1989 genom en utbrytning ur Huddinge församling och bildade då ett eget pastorat. Från 2014 ingår församlingen i ett utökat Huddinge pastorat.

## Kyrkor
- Vårby gårds kyrka
- Segeltorps kyrka

## Series pastorum
- Marianne Sautermeister 1989-2009
- Johanna Wolf Öhman 2009-2013
- Hanna Lönneborg 2014-2019
- Hanna Törling 2019-